# Italiaans curlingteam (gemengddubbel)
Het Italiaanse curlingteam vertegenwoordigt Italië in internationale curlingwedstrijden.

## Geschiedenis
Italië debuteerde op het wereldkampioenschap curling voor gemengddubbele landenteams van 2008 in Vierumäki. Het land plaatste zich niet voor de play-offs. Het Italiaanse curlingteam werd wereldkampioen in 2025.
Italië nam in 2022 voor het eerst deel aan de Olympische Winterspelen. Stefania Constantini en Amos Mosaner wonnen alle groepswedstrijden en stoomden vervolgens door naar het goud. Het was de eerste olympische curlingmedaille ooit voor Italië.

## Italië op de Olympische Spelen
| Jaar | Plaats        | Team                                | WG            | W             | V             | PV            | PT            |
| ---- | ------------- | ----------------------------------- | ------------- | ------------- | ------------- | ------------- | ------------- |
| 2018 | Geen deelname | Geen deelname                       | Geen deelname | Geen deelname | Geen deelname | Geen deelname | Geen deelname |
| 2022 | 1             | Stefania Constantini & Amos Mosaner | 11            | 11            | 0             | 95            | 54            |

## Italië op het wereldkampioenschap
| Jaar | Plaats | Team                                      | WG | W  | V | PV | PT |
| ---- | ------ | ----------------------------------------- | -- | -- | - | -- | -- |
| 2008 | 11     | Alberto Rostagnotto & Silvia Mingozzi     | 7  | 4  | 3 | 54 | 60 |
| 2009 | 16     | Andrea Pilzer & Chiara Zanotelli          | 8  | 3  | 5 | 54 | 47 |
| 2010 | 6      | Marco Pascale & Lucrezia Laurenti         | 6  | 3  | 3 | 37 | 50 |
| 2011 | 22     | Alessio Gonin & Giorgia Ricca             | 7  | 1  | 6 | 28 | 62 |
| 2012 | 9      | Simone Gonin & Lucrezia Salvai            | 9  | 5  | 4 | 66 | 63 |
| 2013 | 17     | Alessio Gonin & Giorgia Ricca             | 8  | 4  | 4 | 45 | 60 |
| 2014 | 19     | Alessio Gonin & Giorgia Ricca             | 8  | 3  | 5 | 45 | 53 |
| 2015 | 9      | Simone Gonin & Lucrezia Salvai            | 11 | 7  | 4 | 74 | 66 |
| 2016 | 19     | Marco Pascale & Lucrezia Laurenti         | 7  | 3  | 4 | 42 | 39 |
| 2017 | 12     | Simone Gonin & Veronica Zappone           | 11 | 6  | 5 | 70 | 60 |
| 2018 | 12     | Simone Gonin & Veronica Zappone           | 11 | 7  | 4 | 91 | 57 |
| 2019 | 18     | Amos Mosaner & Alice Cobelli              | 7  | 5  | 2 | 68 | 31 |
| 2021 | 5      | Amos Mosaner & Stefania Constantini       | 10 | 7  | 3 | 63 | 52 |
| 2022 | 7      | Sebastiano Arman & Stefania Constantini   | 9  | 6  | 3 | 68 | 49 |
| 2023 | 11     | Sebastiano Arman & Stefania Constantini   | 9  | 4  | 5 | 55 | 58 |
| 2024 | 8      | Francesco De Zanna & Stefania Constantini | 9  | 6  | 3 | 62 | 46 |
| 2025 | 1      | Amos Mosaner & Stefania Constantini       | 11 | 11 | 0 | 89 | 45 |

Australië · België · Brazilië · Bulgarije · Canada · China · Chinees Taipei · Denemarken · Duitsland · Engeland · Estland · Filipijnen · Finland · Frankrijk · Griekenland · Groot-Brittannië · Guyana · Hongarije · Hongkong · Ierland · India · Israël · Italië · Jamaica · Japan · Kazachstan · Kirgizië · Koeweit · Kosovo · Kroatië · Letland · Litouwen · Luxemburg · Mexico · Mongolië · Nederland · Nieuw-Zeeland · Nigeria · Noorwegen · Oekraïne · Oostenrijk · Polen · Portugal · Puerto Rico · Qatar · Roemenië · Rusland · Saoedi-Arabië · Schotland · Servië · Slovenië · Slowakije · Spanje · Thailand · Tsjechië · Turkije · Verenigde Staten · Wales · Wit-Rusland · Zuid-Korea · Zweden · Zwitserland